# Châteauroux Classic de l'Indre 2008
La Châteauroux Classic de l'Indre 2008, quinta edizione della corsa e valida come evento dell'UCI Europe Tour 2008 categoria 1.1, si svolse il 31 agosto 2008 su un percorso di 199,8 km. Fu vinta dal francese Anthony Ravard che terminò la gara in 4h39'21", alla media di 42,914 km/h.
Al traguardo 132 ciclisti portarono a termine il percorso.

## Ordine d'arrivo (Top 10)
| Pos. | Corridore        | Squadra         | Tempo    |
| ---- | ---------------- | --------------- | -------- |
| 1    | Anthony Ravard   | Agritubel       | 4h39'21" |
| 2    | Steve Chainel    | Auber 93        | s.t.     |
| 3    | Romain Feillu    | Agritubel       | s.t.     |
| 4    | Jaŭhen Hutarovič | F. des Jeux     | s.t.     |
| 5    | Jérôme Pineau    | Bouygues Tél.   | s.t.     |
| 6    | André Schulze    | PSK Whirlpool-  | s.t.     |
| 7    | Alexandre Blain  | Cofidis         | s.t.     |
| 8    | Timofey Kritskiy | Katusha         | s.t.     |
| 9    | Jérémie Galland  | Auber 93        | s.t.     |
| 10   | Angelo Furlan    | Crédit Agricole | s.t.     |